# Ópera lírica de Chicago

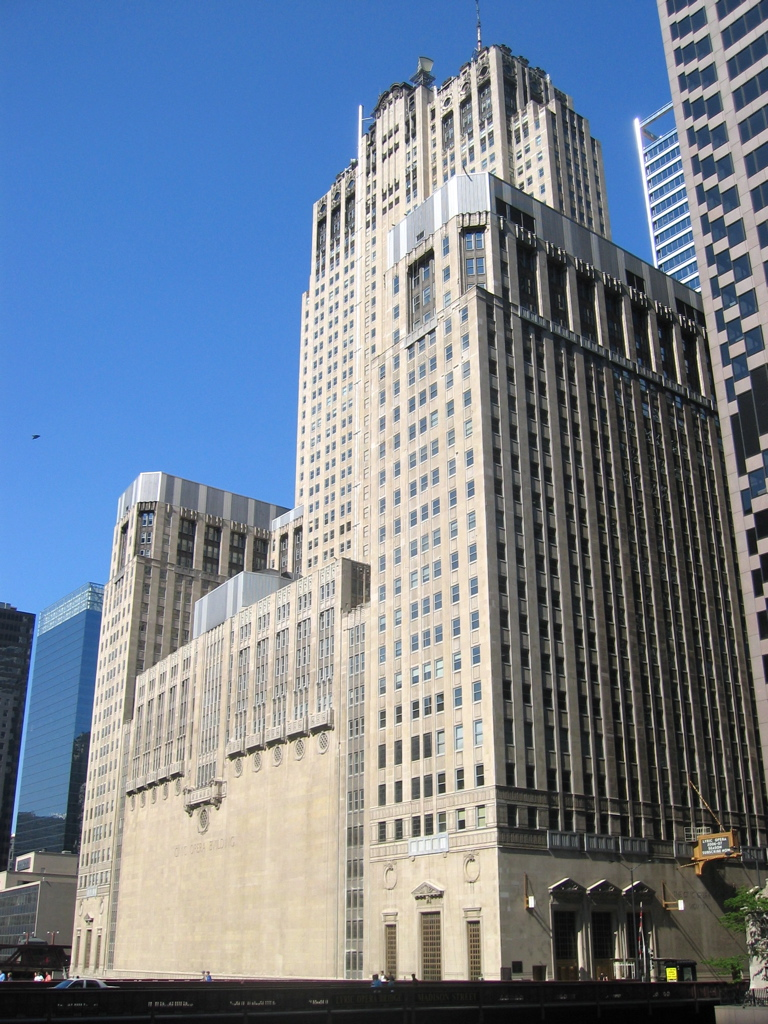
Exterior del edificio de la Ópera de Chicago.

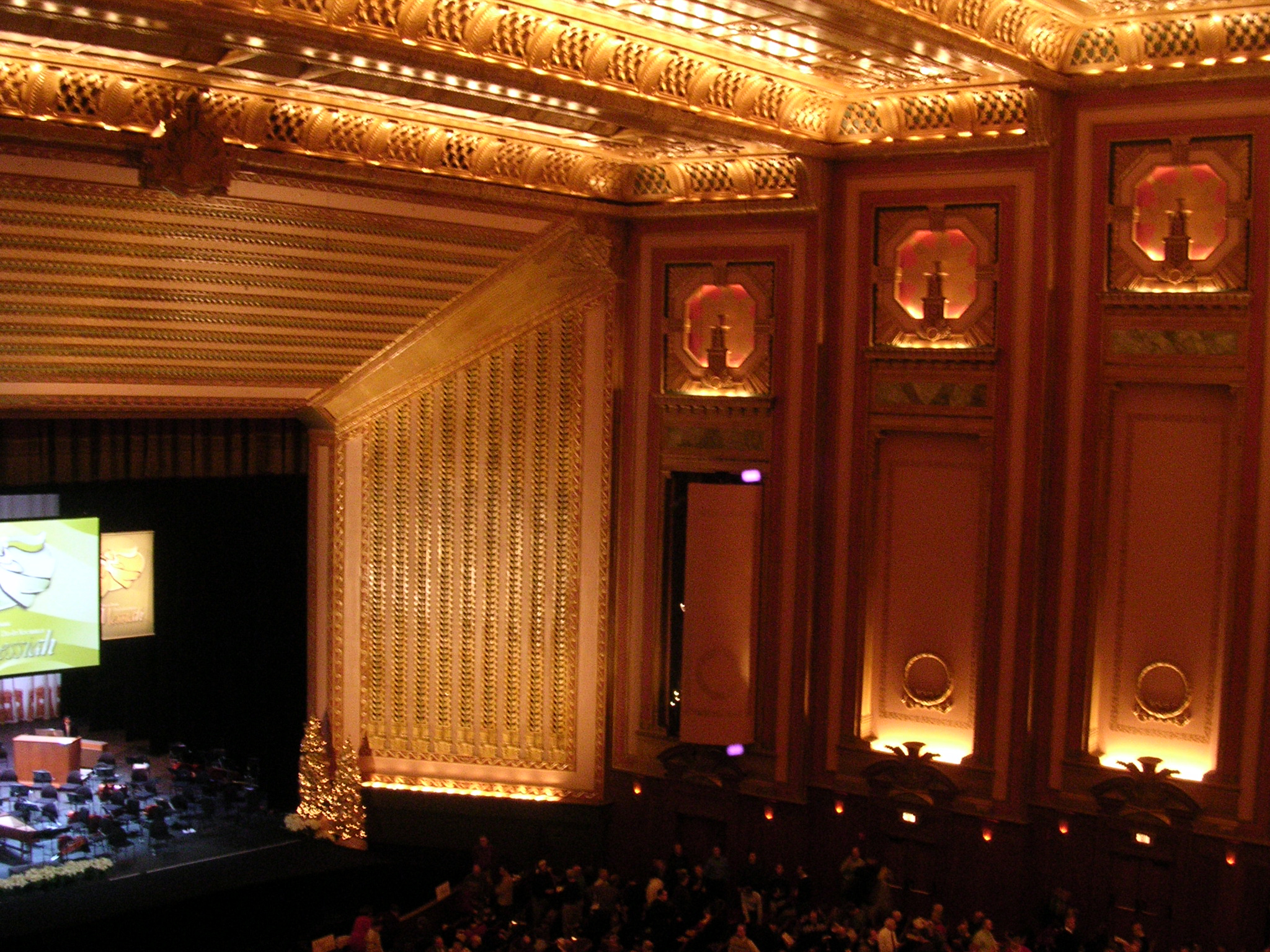
Interior.

La Ópera Lírica de Chicago (del inglés: Lyric Opera of Chicago) es una de las compañías de ópera destacadas de los Estados Unidos. Se fundó en Chicago en 1954.
La sede permanente de la compañía es la "Civic Opera House", un teatro incluido bajo un rascacielos de oficinas de 45 pisos, construido en 1929. El auditorio, de estilo art déco, tiene un aforo de 3.563 personas, sentadas, que lo convierte en el segundo más grande de Norteamérica, tras la Metropolitan Opera de Nueva York. La Lyric Opera adquirió el edificio en 1993, para acometer a continuación una profunda reforma del inmueble, que incluyó la modernización y ampliación de la zona escénica, la construcción de una nueva sala de ensayos escénicos, y la restauración completa de las zonas para espectadores, convirtiéndose en uno de los teatros de ópera más modernos de Norteamérica.
William Mason fue nombrado director general de la Ópera Lírica en noviembre de 1997. Mason ha estado con la compañía más de cuarenta años. Sir Andrew Davis es el director musical de la Ópera Lírica y principal director de orquesta, puesto que ha ocupado desde septiembre de 2000. Ha dirigido tres ciclos completos del Der Ring des Nibelungen en la temporada 2004-2005 para marcar el 50.º aniversario de la compañía.
Además del repertorio operístico habitual, la Ópera Lírica también representa obras contemporáneas. Entre sus recientes producciones han estado El gran Gatsby de Harbison (2000-01), Street Scene de Weill (2001-02), Susannah de Floyd y Sweeney Todd de Sondheim (2002-03).
El compositor William Bolcom ha realizado su más reciente ópera para la Ópera Lírica, A Wedding (Una boda), basada en la película de 1978 del mismo nombre, dirigida por Robert Altman. Se estrenó durante la temporada del 50.º aniversario de la Ópera Lírica. Bolcom creó otra ópera para esta compañía, estrenada en la temporada 2009-10.